# Münchener Straße 17 (Aying)

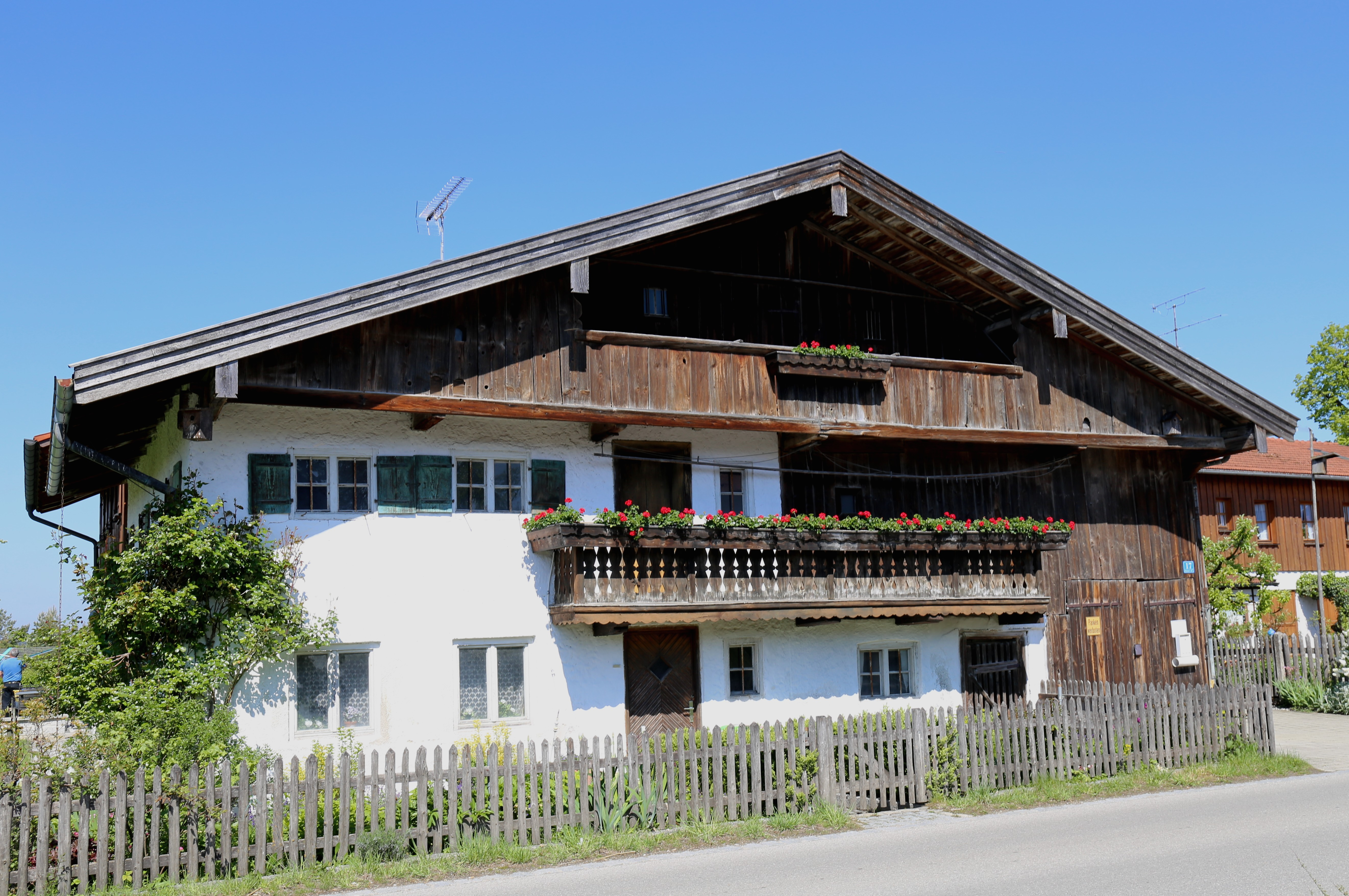
Bauernhaus Schäffler in Aying

Das Bauernhaus Münchener Straße 17 in Aying, einer oberbayerischen Gemeinde im Landkreis München, wurde im Kern im 17. Jahrhundert errichtet. Der Wohnteil des Einfirsthofes ist ein geschütztes Baudenkmal.
Der zweigeschossige überwiegend verputzte Blockbau mit Hochlaube besitzt ein flaches Satteldach.